# تشقاتشوبين (مقاطعة دالاهو)
تشقاتشوبين (بالفارسية: چقاچوبین) هي قرية تقع في كرمانشاه في إيران. يقدر عدد سكانها بـ 180 نسمة بحسب إحصاء 2016.